# Charles Habercorn
Charles Habercorn (16 de noviembre de 1880,Württemberg, Alemania, - noviembre de 1966, Saint Louis, Missouri) fue un atleta germano-estadounidense que compitió en los Juegos Olímpicos de 1904 en Saint Louis.
Habercorn ganó la medalla de bronce olímpica en el tira y afloja durante los Juegos Olímpicos de 1904 en Saint Louis. Habercorn estaba en el equipo de Southwest Turnverein of St. Louis 2 , que ganó dicha medalla finalmente por walkover sobre el equipo de New York Athletic Club, ya que éstos no se presentaron a la competencia. Su equipo, que obtuvo la medalla de bronce estaba formado por Frank Kungler, Charles Thias, Harry Jacobs y Oscar Fride. Hubo seis equipos que compitieron en el tira y afloja.
Habercorn también participó en la lucha libre en la categoría peso ligero pero fue eliminado en los cuartos de final.